# Tone Dečman
Tone Dečman, slovenski nordijski kombinatorec, * 26. junij 1913, Ljubljana, † 1989.
Za jugoslovansko reprezentanco je nastopil na Zimskih olimpijskih igrah 1936 v Garmisch-Partenkirchnu in osvojil 34. mesto v nordijski kombinaciji. S 55 metri je bil leta 1934 tudi nosilec slovenskega in jugoslovanskega rekorda v smučarskih skokih.